# Ключ 86
| 火                     | 火         | 火         |
| ---------------------- | ---------- | ---------- |
| 85                     | 86         | 87         |
| Піньінь:               | huǒ        | huǒ        |
| Чжуїнь:                | ㄏㄨㄛˇ    | ㄏㄨㄛˇ    |
| Вейд-Джайлз:           | huo3       | huo3       |
| Ютпхін:                | fo2        | fo2        |
| Он:                    |            |            |
| Кун:                   |            |            |
| Кандзі:                | 火偏 hihen | 火偏 hihen |
| Хун:                   | 불 bul     | 불 bul     |
| Им:                    | 화 hwa     | 화 hwa     |
| Індекс у Вікісловнику: | 火         | 火         |

Ключ 86 — ієрогліфічний ключ, що означає вогонь і є одним із 34 (загалом існує 214) ключів Кансі, що складаються з чотирьох рисок.
У Словнику Кансі 639 символів із 40 030 використовують цей ключ.

## Символи, що використовують ключ 86

Як писати ієрогліф.

| без додаткових | 火 灬 |
| 1 додаткова    | 灭 |
| 2 додаткові    | 灮 灯 灰 灱 灲 灳 |
| 3 додаткові    | 灴 灵 灶 灷 灸 灹 灺 灻 灼 災 灾 灿 炀 |
| 4 додаткові    | 炁 炂 炃 炄 炅 炆 炇 炈 炉 炊 炋 炌 炍 炎 炏 炐 炑 炒 炓 炔 炕 炖 炗 炘 炙 炚 炛 炜 炝 炞                                                          |
| 5 додаткових   | 炟 炠 炡 炢 炣 炤 炥 炦 炧 炨 炩 炪 炫 炬 炭 炮 炯 炰 炱 炲 炳 炴 炵 炶 炷 炸 点 為 炻 炼 炽 炾 炿 烀 烁 烂 烃                                     |
| 6 додаткових   | 烄 烅 烆 烇 烈 烉 烊 烋 烌 烍 烎 烏 烐 烑 烒 烓 烔 烕 烖 烗 烘 烙 烚 烛 烜 烝 烞 烟 烠 烡 烢 烣 烤 烥 烦 烧 烨 烩 烪 烫 烬 热 烮                   |
| 7 додаткових   | 烯 烰 烱 烲 烳 烴 烵 烶 烷 烸 烹 烺 烻 烼 烽 烾 烿 焀 焁 焂 焃 焄 焅 焆 焇 焈 焉 焊 焋 焌 焍 焎 焏 焐 焑 焒 焓 焔 焕 焖 焗 焘                      |
| 8 додаткових   | 焙 焚 焛 焜 焝 焞 焟 焠 無 焢 焣 焤 焥 焦 焧 焨 焩 焪 焫 焬 焭 焮 焯 焰 焱 焲 焳 焴 焵 然 焷 焸 焹 焺 焻 焼 焽 焾 焿 煀 煁 煂 煃 煄 煅 煈 煉 煜 煮 |
| 9 додаткових   | 煆 煇 煊 煋 煌 煍 煎 煏 煐 煑 煒 煓 煔 煕 煖 煗 煘 煙 煚 煝 煞 煟 煠 煡 煢 煣 煤 煥 煦 照 煨 煩 煪 煫 煬 煭 煯 煰 煱 煲 煳 煴 煵 煶 煷 煸 煺 熙    |
| 10 додаткових  | 煹 煻 煼 煽 煾 煿 熀 熁 熂 熃 熄 熅 熆 熇 熈 熉 熊 熋 熌 熍 熎 熏 熐 熑 熒 熓 熔 熕 熖 熗 熘                                                       |
| 11 додаткових  | 熚 熛 熜 熝 熞 熟 熠 熡 熢 熣 熤 熥 熦 熧 熨 熩 熪 熫 熬 熭 熮 熯 熰 熱 熲 熳 熴 熵                                                                |
| 12 додаткових  | 熶 熷 熸 熹 熺 熻 熼 熽 熾 熿 燀 燁 燂 燃 燄 燅 燆 燇 燈 燉 燊 燋 燌 燍 燎 燏 燐 燑 燒 燓 燔 燕 燖 燗 燘 燙 燚 燛 燜 燝 燞                         |
| 13 додаткових  | 營 燠 燡 燢 燣 燤 燥 燦 燧 燨 燩 燪 燫 燬 燭 燮 燯 燰 燱 燲 燳 燴 燵 燶 燷                                                                         |
| 14 додаткових  | 燸 燹 燺 燻 燼 燽 燾 燿 爀 爁 爂 爃 |
| 15 додаткових  | 爄 爅 爆 爇 爈 爉 爊 爋 爌 爍 爎 爕 |
| 16 додаткових  | 爏 爐 爑 爒 爓 爔 爖 爗 爘 |
| 17 додаткових  | 爙 爚 爛 |
| 18 додаткових  | 爜 爝 爞 爟 爠 |
| 19 додаткових  | 爡 爢 |
| 20 додаткових  | 爣 |
| 21 додаткова   | 爤 爥 爦 |
| 24 додаткові   | 爧 |
| 25 додаткових  | 爨 |
| 29 додаткових  | 爩 |